# Sytze Pruiksma
Sytze Pruiksma (Workum, 1972) is een Nederlandse componist, geluidskunstenaar en vogelaar uit Weidum. Zijn speelstijl kenmerkt zich door de nadruk op klankkleur, geïnspireerd op landschappen, natuur en vogels. Door samenwerking met anderen te zoeken, wil hij in zijn werk muziek, beeldende kunst en poëzie elkaar laten versterken.

## Opleiding
Pruiksma groeide op in Workum. Zijn vader was organist en koordirigent en zijn oudere broer Hoite componist en koordirigent. Toen hij voor het Amsterdamse conservatorium werd afgewezen, besloot hij door zelfstudie, aangevuld met privélessen voor piano, theoretische vakken, marimba en pauken, zijn achterstand in te lopen. Na een jaar werd hij aangenomen in Groningen. Na drie jaar stapte hij over naar het conservatorium in Utrecht, waar hij het vertrouwen kreeg van paukenist Nick Woud. Pruiksma werd lid van het Nationaal Jeugdorkest. Daarop volgde een uitnodiging voor de Europese tournee van het Schleswig Holstein Festival Orkest.
Het liefst combineerde hij klassieke muziek met theatervormen. In de provincie Friesland musiceerde hij toen bij onder meer het Openluchtspel van Jorwerd, het gezelschap SULT van Pieter Stellingwerf en bij Henk de Boer in Workum. In 1999 was hij te zien op Oerol en met het Friese Tryater speelde hij Peer Gynt. Aan het conservatorium van Amsterdam volgde hij een opleiding in klassiek slagwerk.
Hierna speelde hij als percussionist in het Koninklijk Concertgebouworkest en het Nederlands Philharmonisch Orkest. Hij ontwikkelde een eigen manier van spelen met grote aandacht voor klankkleur, geïnspireerd op landschappen, natuur en vogels.

## Projecten
In 2008 komt hij met zijn eerste soloproject waarin hij relaties legt tussen film en muziek. De muziek nam hij op met het Praags Philharmonisch Orkest. Hij speelde op verschillende Nederlandse festivals en in New York op het New Island Festival. Bij zijn projecten werkte hij samen met beeldend kunstenaars, filmers, dichters, architecten en wetenschappers.
Met Friese dichter Tsjêbbe Hettinga en organist Reitze Smits maakte hij Wind Images. Dit bestond uit poëzie en improvisatie voor stem, percussie en kerkorgel. In 2011/2012 volgde een tournee langs de Europese kerken als onderdeel van het Europese Orgel Festival.
In 2011 richt Pruiksma met de gebroeders Jan en Romke Kleefstra en componist/pianist Greg Haines het internationale improvisatiecollectief The Alvaret Ensemble op. Dit ensemble trad op met gastartiesten als pianist Nils Frahm, multi-instrumentalist Peter Broderick en trompettist Eirikur Orri Olafsson. In december 2012 verscheen hun eerste album 'The Alvaret Ensemble'.
Als slagwerker werkte Pruiksma met onder meer het Koninklijk Concertgebouw Orkest, het Radio Filharmonisch Orkest, Noord Nederlands Orkest, Wereld Jeugd Orkest, Metropole Orkest en het Nationaal Slagwerk Ensemble.
In opdracht van Leeuwarden-Fryslân Culturele Hoofdstad van Europa 2018 componeerde Pruiksma in 2017 samen met Nynke Laverman het lied Seis Oere Thús. Op 27 januari 2018 werd dit lied uitgevoerd als slot van de officiële opening.

## Natuur en landschap
In zijn jeugd wilde Pruiksma bioloog worden. Zijn liefde voor de natuur en het landschap is in veel van zijn werk te herkennen. Met waddenbioloog Theunis Piersma, hoogleraar dierecologie, ontwikkelde hij het project Music of Migration waarin de grutto wordt gevolgd. Het werd uitgevoerd voor het WWF en was verder te zien in China, Zweden en Nederland. 
In 2009 laat hij in het project Lân film, slagwerk en orkest samensmelten. Pruiksma bootste in dit landschapstheater meerdere soorten vogels na. Hij experimenteerde hierbij al musicerend op een klein podium te midden van zijn attributen die met bijna chirurgische precisie een voor een worden gebruikt.
In 2012 ontwikkelde hij het project Seeljocht, dat ook te zien was op het festival Into the Great Wide Open. In het project Klanklânskippen werkte hij samen met de dichters Jan Kleefstra en Elmar Kuiper en (internationale) dansers, beeldend kunstenaars, zangers en zangeressen, performers, acteurs en geluids- en videokunstenaars. Het werd ook opgevoerd in de Verenigde State van Amerika. In datzelfde jaar volgde Skeylja op het Oerol Festival.
Samen met muzikant-geluidstechnicus Dennis van Tilburg vormde hij in 2013 Shiin. Met behulp van een mobiele geluidsinstallatie op kruiwagens werd een muzikale reis getoond om zo op een compleet andere manier de natuur te leren ervaren.
In januari 2014 deed Pruiksma mee aan het spektakelstuk Faderpaard ter gelegenheid van het jubileum van het Fries Paardenstamboek. In 2018 componeerde hij de muziek voor het theaterstuk Conference of the Birds, waarin hij tevens musiceerde.

## Nynke Laverman
Pruiksma werkte vanaf 2003 samen met zangeres Nynke Laverman als componist en percussionist. In april 2013 werd haar vierde album Alter uitgebracht. Hierbij werkten ze samen met de Spaanse flamencogitarist Javier Limón. Vanaf mei 2013 toerde Pruiksma met Laverman door Europa. Pruiksma woont aan It Wiel bij Weidum met Laverman en hun zoontje Pelle.

## Werk
Projecten waaraan Pruiksma meewerkte:
- Lân - eerste soloproject met het Praags Filharmonisch Orkest (2008)
- De Deelen - ode aan natuurgebied De Deelen met kunstenaars Jan Snijder en Christiaan Kuitwaard (2007)
- Skylge - over het landschap van Terschelling, met Albertina Soepboer and Tsjêbbe Hettinga (2008)
- Deislieper - eerste album met de gebroeders Kleefstra (2010)
- Sinneplakken - improvisatie op cd met de gebroeders Kleefstra en Christiaan Kuitwaard
- Seeljocht - voorstelling met internationale muzikanten en kunstenaars op The Great Wide open op het eiland Vlieland (2011)
- The Alvaret Ensemble - 3-cd opgenomen in de Grunewaldkirche in Berlijn (2012)

Op cd's van Nynke Laverman:
- Sielesâlt - met teksten van Jan Jacob Slauerhoff (2004)
- Nomade - over nomaden in Mongolië (2009)
- De Maisfrou - over Zuid-Amerika (2006)
- Alter - 'een altaar voor de alternatieve wereld' (2013)